# Чекмень

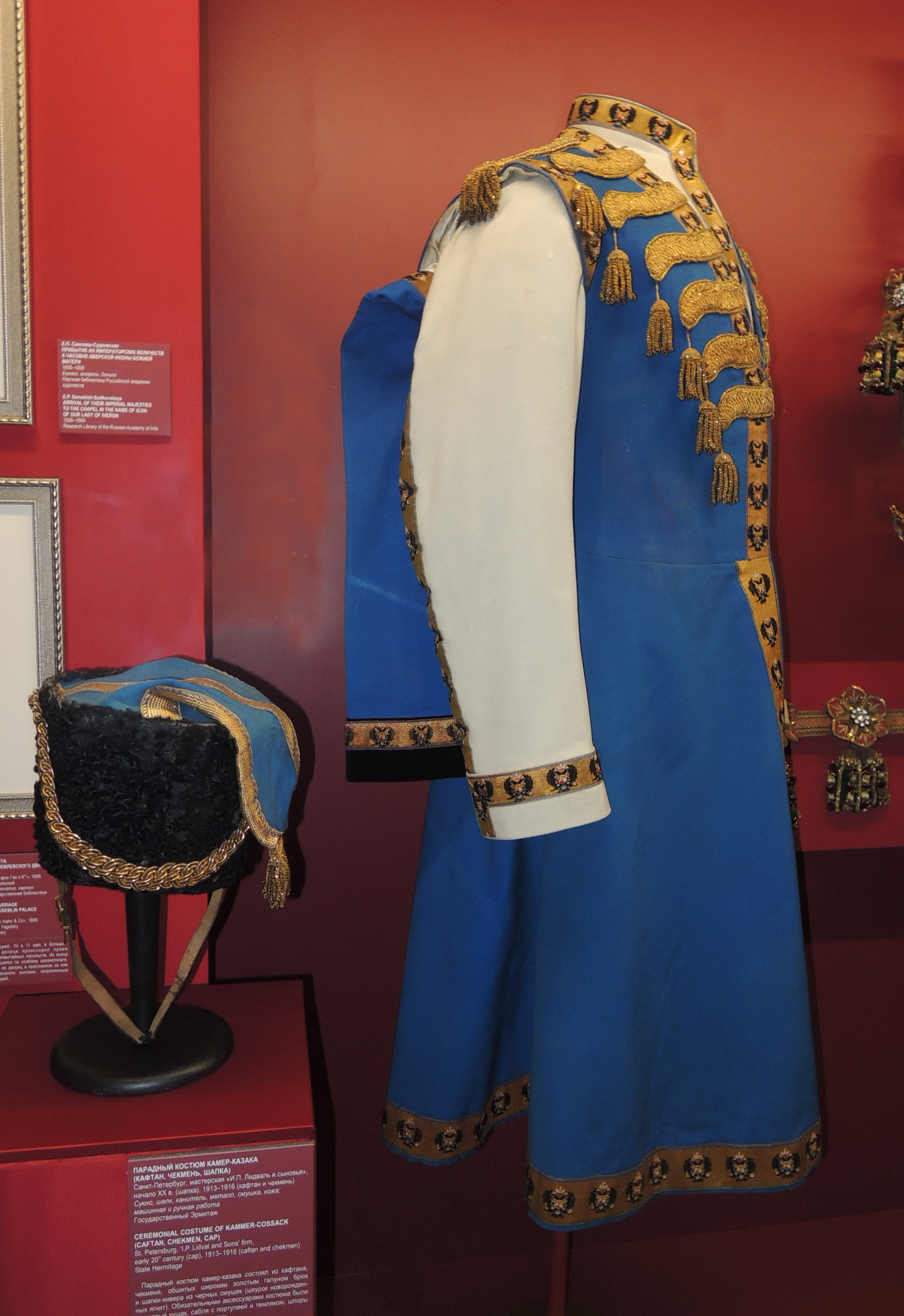
Парадный костюм камер-казака (кафтан, чекмень, шапка). Кафтан из голубого сукна, рукава разрезные от плеча; чекмень из белого сукна на белой шелковой подкладке с застежкой на крючках, отрезной по талии, со складками сзади, с воротником-стойкой. По бортам, подолу, воротнику, и рукавам выложен золотой гербовый галун.

Чекмень (тат. чепкен — верхняя одежда) — крестьянский кафтан, верхняя мужская одежда, в виде казакина, в переходной форме между халатом и кафтаном.
Чекменёк, название короткого полукафтана, с перехватом. В Донском и Уральском краях казачий кафтан назывался чекме́ник, а на Юге России широкий чекмень с застежками — кирея́, кире́йка.
Обычно изготавливался из сукна. Застёгивали чекмень на левом боку: крючки пришивали на край правой полы, а петли — на левую полу. Чекмени были популярны у тюркских народов, а также являлись элементом одежды у казаков.

## Чекмени

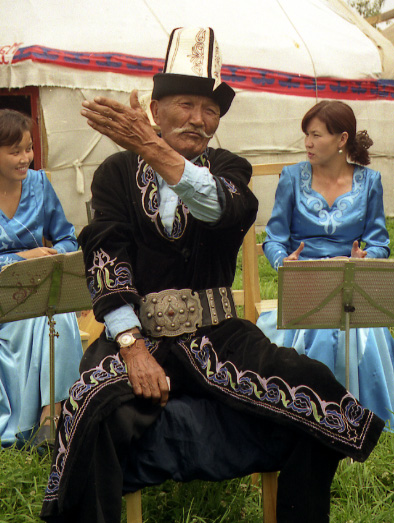
Киргизский чекмень.
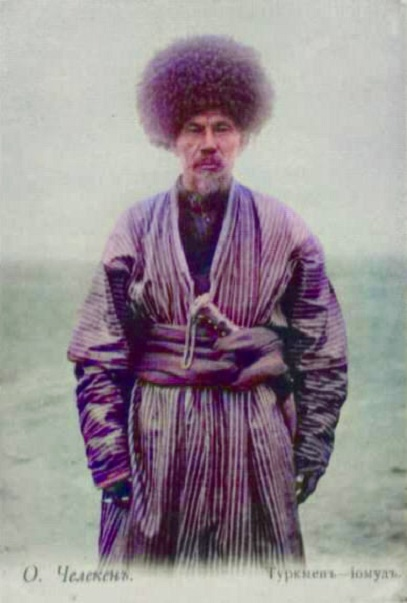
Туркменский чекмень.
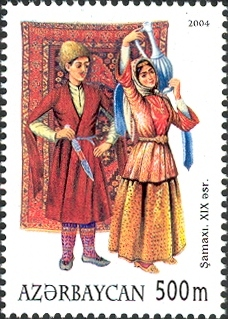
Азербайджанский чекмень.